# Organizația Internațională de Telecomunicații prin Satelit
     membrii actuali
     membrii semnatari

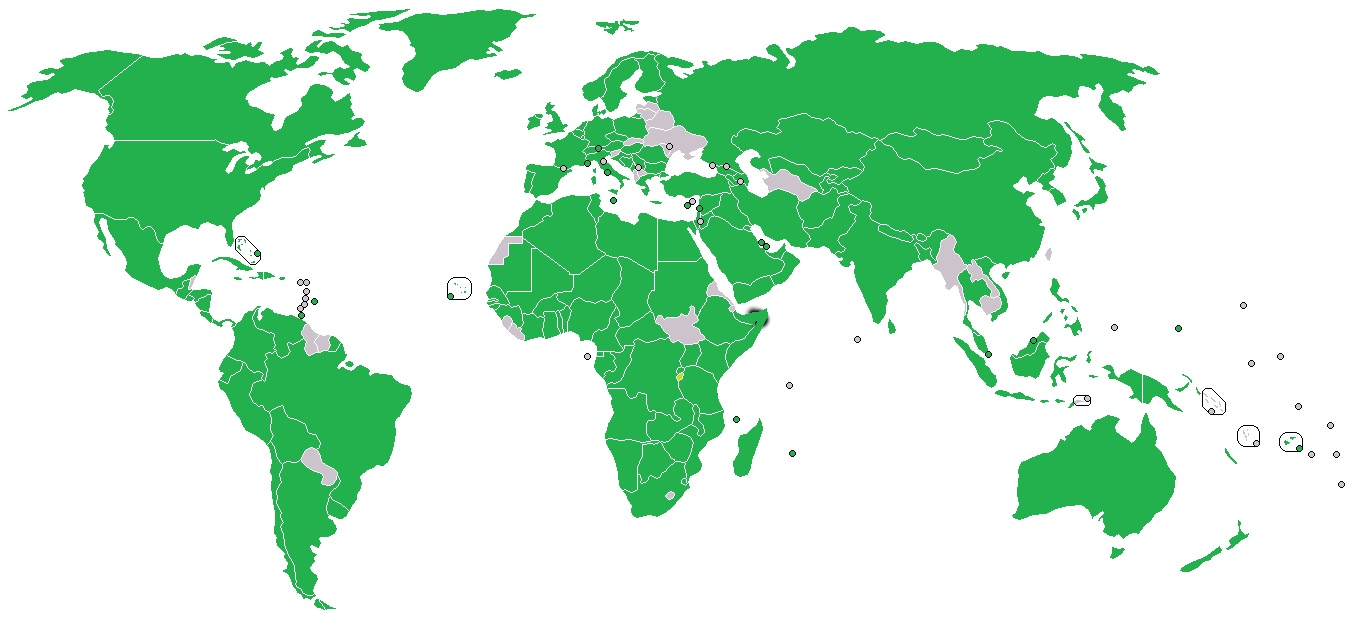
Harta statelor membre ITSO
membrii actuali
membrii semnatari

Organizația Internațională de Telecomunicații prin Satelit (engleză - International Telecommunications Satellite Organization, ITSO), este cea mai mare și cea mai cunoscută dintre organizațiile interguvernamentale de sateliți. Sediul actual este la Washington D.C., director general și CEO este Jose Toscano.
În august 1964, la Washington D.C. a fost semnat un acord interimar de către 11 state în vederea utilizării telecomunicațiilor prin satelit. Ulterior, la 12 februarie 1973, s-au semnat acordurile de înființare a Organizației Internaționale de Telecomunicații prin Sateliți, INTELSAT. 

INTELSAT s-a identificat cu dezvoltarea telecomunicațiilor internaționale prin satelit, oferind suport pentru difuzarea prin satelit a programelor de televiziune și pentru legături telefonice intercontinentale și a constituit modelul pentru celelalte organizații de satelit, inclusiv ca structură juridică și instituțională.
La cea de-a 25-a adunare a părților din noiembrie 2000, s-a decis privatizarea INTELSAT prin crearea organizației interguvernamentale International Telecommunications Satellite Organization (ITSO), și a unei societăți comerciale, legată de aceasta printr-un Acord de Servicii Publice. Cu această ocazie a fost schimbată prescurtarea denumirii organizației, din INTELSAT în ITSO. ITSO păstrează prerogativele organizației interguvernamentale INTELSAT, cu excepția celor de operare, iar INTELSAT, noua societate comercială rezultată în urma privatizării, asigură legături telefonice intercontinentale, transmisiuni de televiziune prin satelit și alte servicii de telecomunicații, folosind sateliți geostaționari.
Începând din iunie 2013, există 149 de state care sunt membre ale ITSO. Statele se alătură ITSO prin ratificarea unui tratat multilateral cunoscut drept Acordul privind Organizația Internațională a Telecomunicațiilor prin Satelit. Bulgaria a ratificat tratatul în 1996, dar  s-a retras din organizație în 2012. 
România a aderat la INTELSAT în luna aprilie 1990, prin semnarea de către Ministerul Poștelor și Telecomunicațiilor a Acordului de exploatare. 

## Obiective
Potrivit convenției ITSO, principalul obiectiv al organizației este ca societatea INTELSAT să furnizeze, pe baze comerciale, servicii publice de telecomunicații internaționale, potrivit următoarelor principii de bază:
- menținerea conectării și acoperirii mondiale
- deservirea clienților săi cu conectare îndelungată
- asigurarea accesului nediscriminatoriu la sistem. [4]